# Marianela Paco
Marianela Paco, née le 28 novembre 1976 à Tupiza en Bolivie, est une journaliste, militante et femme politique bolivienne. 
Membre du Mouvement pour le socialisme, Marianele Paco est élue membre de la Chambre des députés de 2010 à 2015. Elle préside l'Union des femmes parlementaires de Bolivie, préside la Commission des Droits de l'homme à la Chambre des députés, agit pour les droits de l'homme, pour les droits des femmes, contre les violences qui leur sont faites et contre le racisme. 
Elle est ensuite ministre de la Communication de 2015 à 2017. Elle favorise les radios communautaires, les logiciels libres et instaure une réflexion sur l'utilisation des réseaux sociaux pour garantir le respect et les droits des enfants et des adolescents.

## Biographie

### Jeunesse et formation
Marianela Paco Durán naît dans la ville de Tupiza le 28 novembre 1976,. Elle est la fille de deux enseignants, et l’aînée de cinq frères et sœurs. Pour des raisons professionnelles, ses parents déménagent avec la famille à Potosí, où ils sont restent jusqu'à ce qu'elle ait cinq ans, puis ils déménagent de nouveau, à Quivincha. Elle effectue ses études secondaires et passe son baccalauréat à Betanzos. À Sucre, elle obtient une licence en communication sociale et en droit, sciences politiques et sociales à l'université Saint-François-Xavier.

### Débuts professionnels
Elle travaille d'abord au ministère des Affaires sociales et de la jeunesse de 2000 à 2004. Elle est ensuite de 2005 à 2009 communicatrice sociale et journaliste à la radio de la Fondation Aclo, qui fait partie du réseau Radio Erbol, notamment en tant que présentatrice de nouvelles en langue quechua,.
Elle dénonce le 23 mai 2008 avoir été victime d'attaques de la part de groupes d'agitateurs proches de l'ancienne gouverneure de Chuquisaca, Savina Cuéllar, et du Comité interinstitutionnel, qui se sont rassemblés à Sucre pour affronter les paysans arrivés de la campagne pour rencontrer le président Evo Morales. Marianela Paco affirme qu'ils l'ont aspergée d'alcool et ont menacé de la brûler. Elle déclare à ce propos : « Ils nous ont dit : “Retournez à vos cochons, à votre campagne et à vos vaches”. Nous ne devons plus jamais les laisser nous humilier ainsi ».

### Carrière politique

#### Députée
Marianela Paco est élue en 2009 à la Chambre des députés, représentant le département de Chuquisaca pour le Mouvement vers le socialisme (MAS). À la Chambre, elle est la présidente du groupe de Chuquisaca et devient présidente de la Commission des droits de l'homme de la Chambre. Son travail parlementaire se concentre sur la défense des droits de l’homme et des droits des femmes. Elle est l'une des auteurs du nouveau Code de la famille et du Processus familial. Elle est aussi la conceptrice, la rédactrice et l'une des principales promotrices de la loi contre le racisme, dont le débat commence en 2010. Elle devient en 2012 présidente de l'Union des femmes parlementaires de la Bolivie et déclare que le féminicide doit être un crime. Elle soutient fermement la loi contre la traite des êtres humains, la loi contre le harcèlement et la violence politique contre les femmes, et la loi contre la violence contre les femmes.

#### Ministre

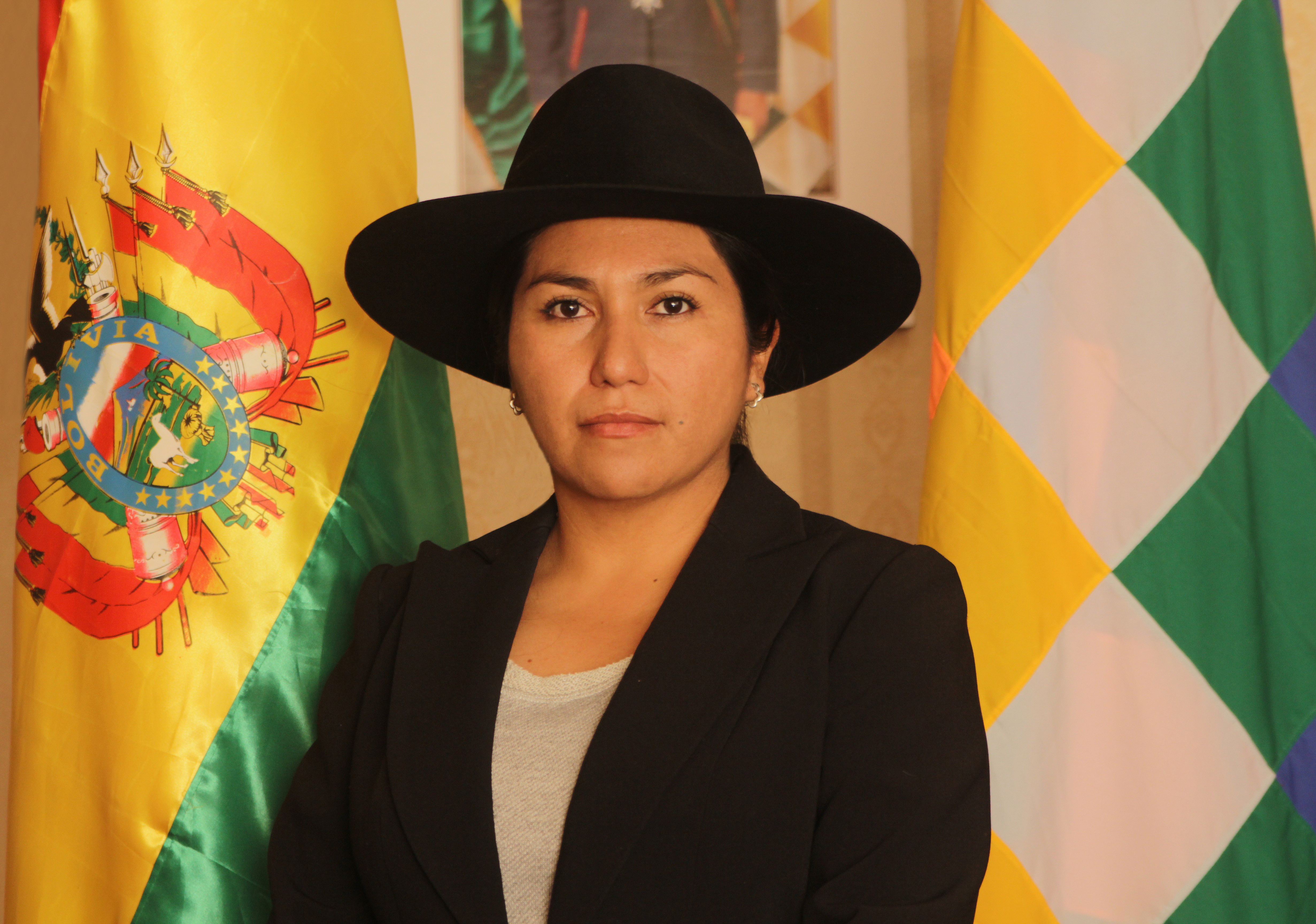
Ministre de la Communication, 2015.

Elle est nommée en 2015 ministre de la Communication dans le gouvernement du président Evo Morales.
Pendant son mandat ministériel, elle se montre favorable à la radio communautaire et aux logiciels libres comme instruments de décolonisation technologique. Elle instaure la réflexion et le débat sur l’utilisation des réseaux sociaux pour garantir le respect de la dignité des personnes et réduire la vulnérabilité des enfants et des adolescents.
Marianela Paco est hospitalisée à plusieurs reprises en octobre 2016 pour des raisons de santé. On lui diagnostique une microangiopathie. Le 29 décembre 2016, elle annonce qu'elle ne démissionnera pas malgré sa maladie. Mais le 23 janvier 2017, Gisela López la remplace au poste de ministre de la Communication.

## Controverses
Marianela Paco porte habituellement un chapeau traditionnel lors de ses apparitions publiques. Le port de ce chapeau entraîne des critiques sur les réseaux sociaux, qu'elle attribue à des réactions racistes. Elle explique qu'elle porte le chapeau depuis 2011 en hommage aux paysans qui ont été empêchés d'entrer sur la place de Sucre en mai 2008 en raison de leur condition et de leur tenue vestimentaire. Elle le voit également comme un symbole d’identité culturelle et d’engagement politique. En réponse aux attaques en ligne, elle intente une action en justice contre vingt hommes politiques, les accusant d'incitation au racisme.